# Jean André Louis Rolland de Villarceaux
Pour les articles homonymes, voir Rolland et Villarceaux.
Jean André Louis Rolland de Villarceaux (1764 - Paris, baptisé le 20 mai 1764 à Saint-Eustache ✝ 21 juillet 1849 - Paris), officier d'artillerie au régiment de La Fère artillerie avec Napoleone Buonaparte devint un haut fonctionnaire du Premier Empire.

## Biographie
Jean André Louis Rolland de Villarceaux, fils d'un receveur général des finances de Riom, naquit le 21 mai 1764 à Paris. Sa famille était depuis longtemps dans la magistrature, mais lui préféra la carrière des armes.
Aspirant (16 août 1778), puis élève (16 août 1780), il était Lieutenant en second (12 août 1782) dans le régiment de La Fère artillerie, lorsque la Révolution commença. Capitaine depuis le 1er avril 1791, il donna sa démission le 11 septembre 1792.
Il quitta le nom « de Villarceaux » quand la terre fut vendue et fut alors appelé le « Baron Rolland ».
Attaché comme officier d'ordonnance à l'état-major du général Bonaparte, du 13 vendémiaire au 15 ventôse an IV (5 mars 1796), il eut ensuite une place en Italie, comme agent des contributions et finances, sous les ordres de Haller (4 février 1797 - 24 juin 1798). Il fut employé dans les pays d'Udine, de Palmanova, d'Aquilée, de Cividale, etc. Il alla réaliser à Bologne les lettres de change sur la succession Pepoli et vendre à Parme le domaine de Mezzola.
Une décision du Premier Consul le remit en activité comme capitaine d'artillerie (13 mars 1800) et il fut envoyé à Bayonne pour prendre la charge de la sous-direction (17 octobre 1800) ; n'acceptant pas cette nouvelle destination, il fut rayé des contrôles de l'armée.
Le 25 février 1803, on le nomma préfet du Tanaro, à la place laissée vacante par la mort du citoyen Jules Robert. Il avait alors deux concurrents pour la préfecture d'Asti : le piémontais Serra, très bon administrateur et homme d'une extrême probité, et le français Montcalm de Gozon, député aux États généraux de 1789, fixé en Piémont où il avait marié sa fille, lequel était chaudement recommandé par le consul Lebrun qui lui trouvait « un bon esprit et beaucoup de dévouement à la patrie ».

Le 6 juin 1805, à la suite de l'annexion de la Ligurie, le département du Tanaro fut supprimé et son territoire réparti entre ceux du Marengo, du Montenotte et de la Stura ; mais Rolland était bien noté : 

« Je ne négligeais, dit-il, aucun de mes devoirs, et rien de ce dont j'étais chargé ne m'était étranger. »

Il fut, le 4 juillet 1805 nommé préfet des Apennins d'où il passa, le 30 novembre 1810, à la préfecture du Gard.
Il y resta au premier retour du roi, et, lorsque Napoléon eut débarqué, en mars 1815 (Cent-Jours), le baron Rolland seconda de tous ses moyens les efforts du Duc d'Angoulême. Il leva un bataillon de volontaires royaux ; mais la révolution se fit, il fut arrêté par les soldats et conduit aux casernes ; la liberté lui fut ensuite rendue. Il n'abandonna les rênes de l'administration, que lorsque le Duc d'Angoulême eut quitté la France ; cependant Napoléon, tandis que ces choses se passaient, nommait par des décrets successifs, M. Rolland, préfet des départements d'Eure-et-Loir, et de l'Hérault. Déjà Rolland prêtait le serment d'usage et s'installait à Montpellier. Mais on avait appris qu'il s'était efforcé, comme préfet du Gard, de secourir par tous les moyens le Duc d'Angoulême : il fut destitué.

Il croyait, d'après sa conduite, rentrer en juillet suivant dans la préfecture du Gard ; mais un autre choix avait été fait. Sous la seconde Restauration, il essaya vainement de rentrer au service des Bourbons: 

« J'ai servi, disait-il, dans le même régiment que Bonaparte et dans les mêmes grades pendant dix ans, je suis cousin issu de germain de Cambacérès. J'étais très lié avec le général Bertrand lorsqu'il entra dans le génie, et je suis toujours resté en connaissance avec lui. De même avec Savary, à cause d'un de ses frères qui était officier dans le même régiment que moi. Préfet depuis treize ans, j'étais connu de tous les ministères et considéré par eux comme un habile administrateur. Il fallait que ma conduite vis-à-vis de Monseigneur le Duc d'Angoulême déplut bien à l'usurpateur pour qu'il me destituât après m'avoir nommé à plusieurs reprises, lorsqu'il n'avait point de correspondance avec Nîmes et qu'il ignorait ce qui s'y était passé. »

### Vie familiale
Fils aîné de Barthélemy Louis Rolland (1733 ✝ 20 avril 1797), seigneur de Villarceaux, reveveur général des finances de la généralité de Riom, et de Jeanne Julie Vassal (née en 1739), Jean André Louis épousa en juin 1803 Mlle Michel de Grilleau (petite-fille de Jean Michel de Grilleau). Ils eurent ensemble :
- Julie Françoise Adélaïde (15 octobre 1807 - Chiavari ✝ 17 janvier 1887 - Paris), mariée le 24 octobre 1834 avec Pierre Rémy Désiré Mabille.

## État de service
- Aspirant (16 août 1778) ;
- Élève à l'École d'artillerie de la Fère (16 août 1780) ;
- Lieutenant en second dans le régiment de La Fère artillerie (12 août 1782) ;
- Capitaine d'artillerie (1er avril 1791) ;
- Démissionne le 11 septembre 1792.
- Officier d'ordonnance à l'état-major du général Bonaparte (13 vendémiaire an IV - 15 ventôse an IV (5 mars 1796)) ;
- Remit en activité comme capitaine d'artillerie (13 mars 1800) ;
- Nommé à Bayonne (17 octobre 1800) pour prendre la charge de la sous-direction, n'acceptant pas cette nouvelle destination, il fut rayé des contrôles de l'armée.

## Fonctions
- Agent des contributions et finances sous les ordres de Haller (4 février 1797 - 24 juin 1798) ;
- Préfet du Tanaro (nommé le 25 février 1803 - 6 juin 1805) ;
- Préfet des Apennins (4 juillet 1805) ;
- Préfet du Gard (30 novembre 1810, maintenu à la première Restauration) ;
- Préfet d'Eure-et-Loir (6 avril 1815 (Cent-Jours)) ;
- Préfet de l'Hérault (Cent-Jours)).

## Publications
- Des ressources que l'administration peut offrir aux finances, 1816, in-8°.

## Titres
- 1er baron de Villarceau et de l'Empire (15 août 1809).

## Règlement d'armoiries
« D'azur, au chevron d'or chargé de l'Etoile de la Légion d'Honneur de 2 étoiles d'argent posées en fasce, en pointe, d'une levrette d'argent, passant du même au canton des Barons Préfets brochant. »